# 해병대 전쟁 기념비

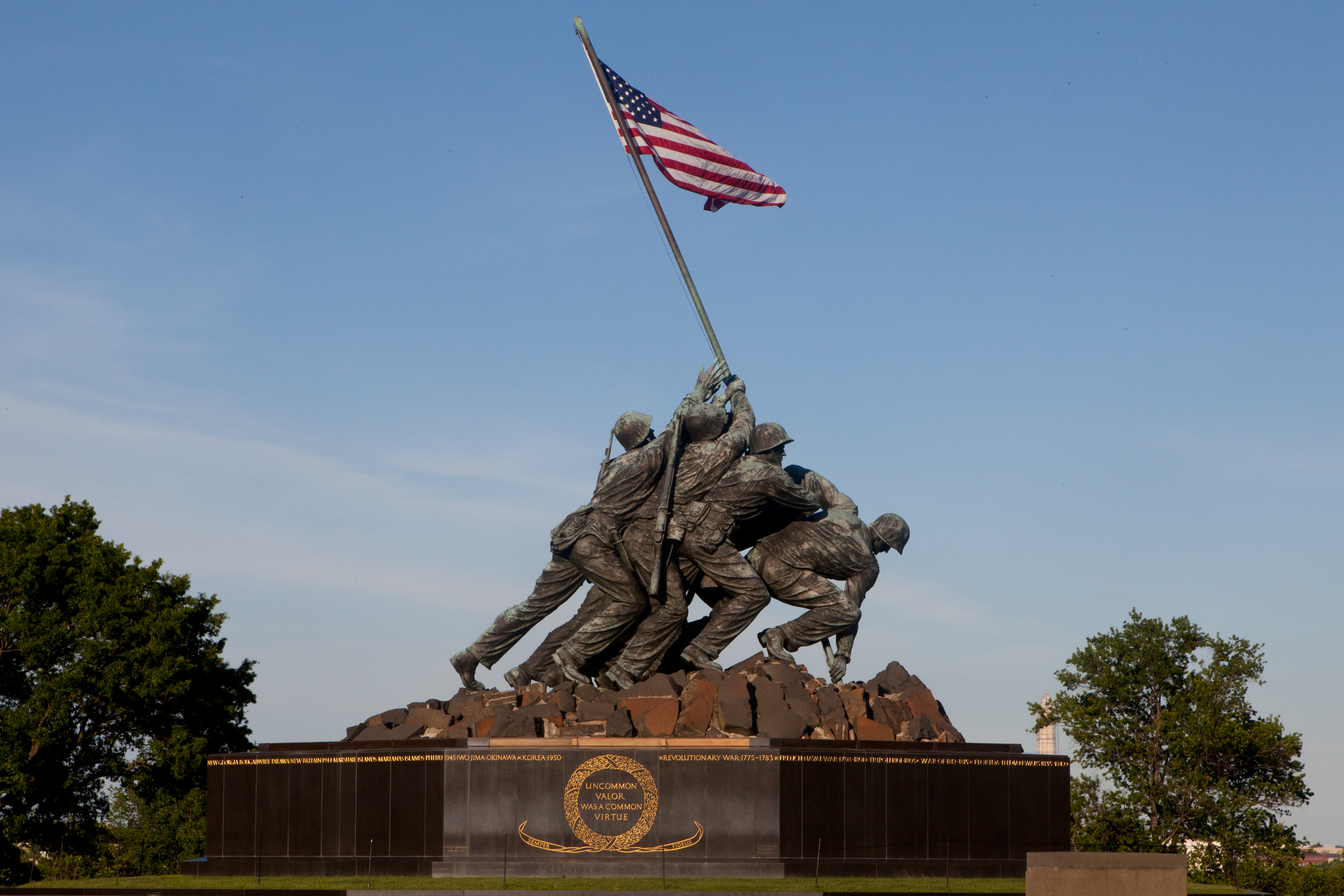
해병대 전쟁 기념비

해병대 전쟁 기념비(海兵隊 戰爭 紀念碑, 영어: Marine Corps War Memorial)는 미국 버지니아주의 기념비로 알링턴 국립묘지 북쪽에 있다. 태평양 전쟁 중에 일본 이오섬 상륙 작전에 투입된 미국 해병대 병사들이 미국의 국기를 게양하는 모습이다.